# Меньшее зло
Меньшее зло (меньшее из [двух] зол) — этическая концепция и связанный с ней принцип, применяемые в ситуации выбора из двух альтернатив, каждая из которых не представляется привлекательной.

## История понятия
Принцип «Из двух зол всегда выбирают меньшее» (лат. De duobus malis minus est semper eligendum) сформулировал Аристотель в работе «Никомахова этика». Цицерон, развивая идею Аристотеля, в сочинении «Об обязанностях» сказал: «Следует не только выбирать из зол наименьшее, но и извлекать из них самих то, что может в них быть хорошего».

## Допустимость концепции
В случаях когда слово зло используется в своём основном значении, то есть как нарушение запрета на причинение вреда другому человеку или системе отношений между людьми, такой выбор является вариацией моральной дилеммы, и сама допустимость такого выбора является спорной с точки зрения морали и этики.
Логика меньшего зла противостоит этическому ригоризму (см. также ненасилие), абсолютизирующему значение моральных запретов, и связана с этическим утилитаризмом или консеквенциализмом.
Использование понятия меньшего зла неразрывно связано с тем или иным способом ранжирования потенциального ущерба обществу и/или его отдельным представителям. Критерии такого ранжирования могут быть внешними (к примеру — число жертв и/или степень наносимого вреда), или внутренними — учитывающими мотивы и преднамеренность тех или иных действий.

## Использование принципа
Наиболее типичными, общепринятыми случаями применениями этики меньшего зла являются самооборона и наказание преступников. С первым случаем связаны споры о приемлемых границах необходимой обороны, со вторым — дискуссии о допустимости смертной казни и степени строгости пенитенциарной системы (а также защита прав заключённых).
Ещё более проблемны случаи, когда ущерб причиняется отдельным лицам, непосредственно не вовлечённым в агрессивные действия, ради предотвращения более значительного ущерба обществу в целом или же с той же целью создаётся риск такового причинения неопределенному, но ограниченному кругу лиц (подобный риск связан, к примеру, с массовой вакцинацией, когда опасность индивидуальной непереносимости прививки противостоит угрозе эпидемии).

## Злоупотребление концепцией «меньшего зла»
Многие полностью не приемлют концепцию «меньшего зла», так как она нередко служит не более чем самооправданием творящих зло, к примеру, являясь прикрытием тоталитаризма.
Майкл Игнатьев предложил следующие четыре принципа, служащие различению случаев выбора действительно меньшего зла от демагогической риторики:
1. совершаемое зло является действительно меньшим, что показывает сравнение масштабов ущерба;
2. все прочие средства уже испробованы и совершение меньшего зла является единственно действенным средством;
3. делающие такой выбор полностью осознают, что то, что они совершают — зло, пусть и меньшее;
4. каждый случай совершения меньшего зла обязательно становится предметом бескомпромиссного обсуждения: до, во время или после такового.